# Platycercus eximius
El perico multicolor o rosella común (Platycercus eximius) una especie de ave psitaciforme de la familia Psittaculidae endémica del sureste de Australia, incluida Tasmania. Fue introducido a Nueva Zelanda donde ha establecido poblaciones estables. Los pericos multicolores machos tiene el plumaje de colores ligeramente más intensos que las hembras. Se alimenta de semillas de hierba y frutos.

## Descripción

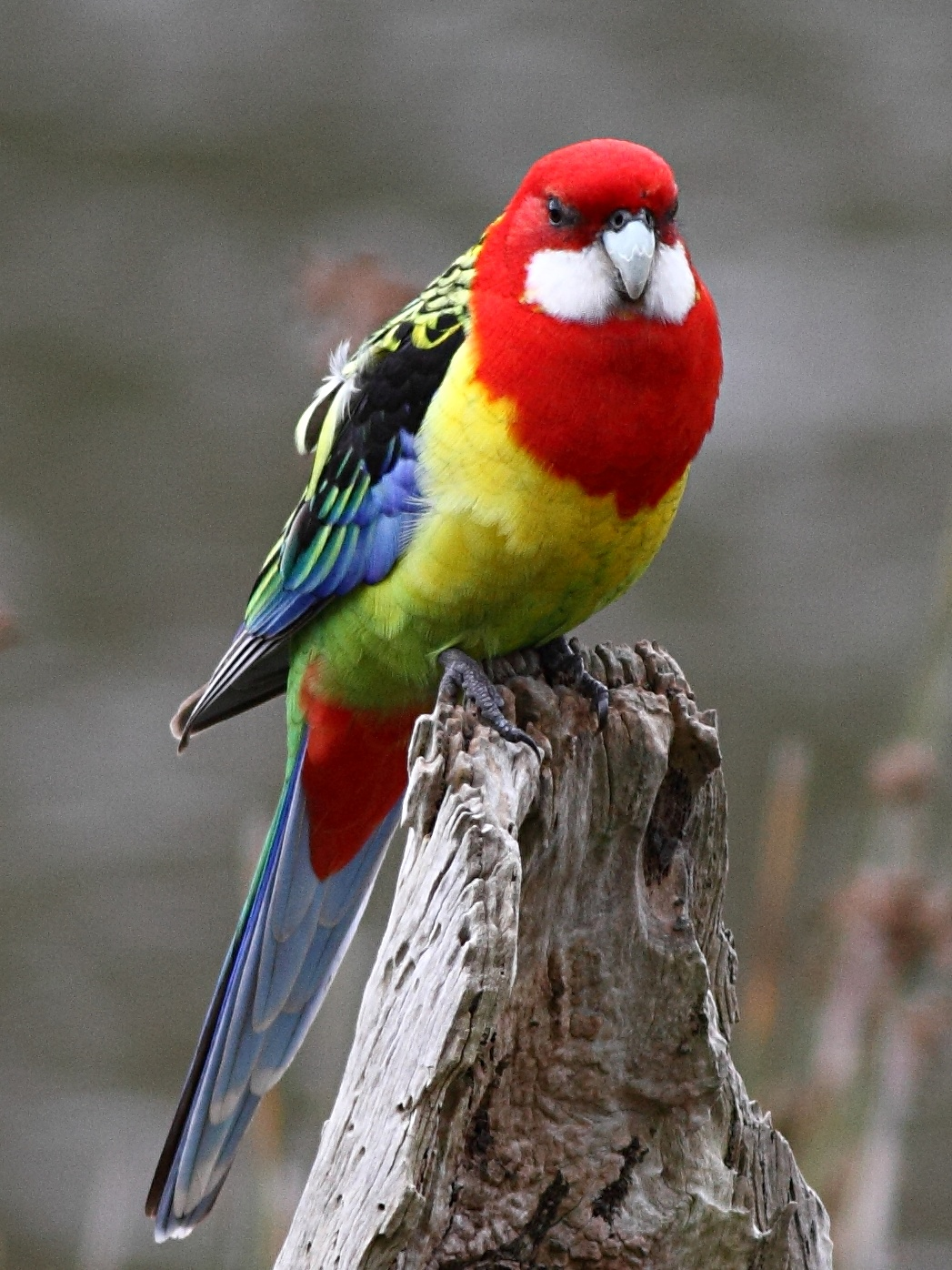
Ejemplar cerca de Melbourne.

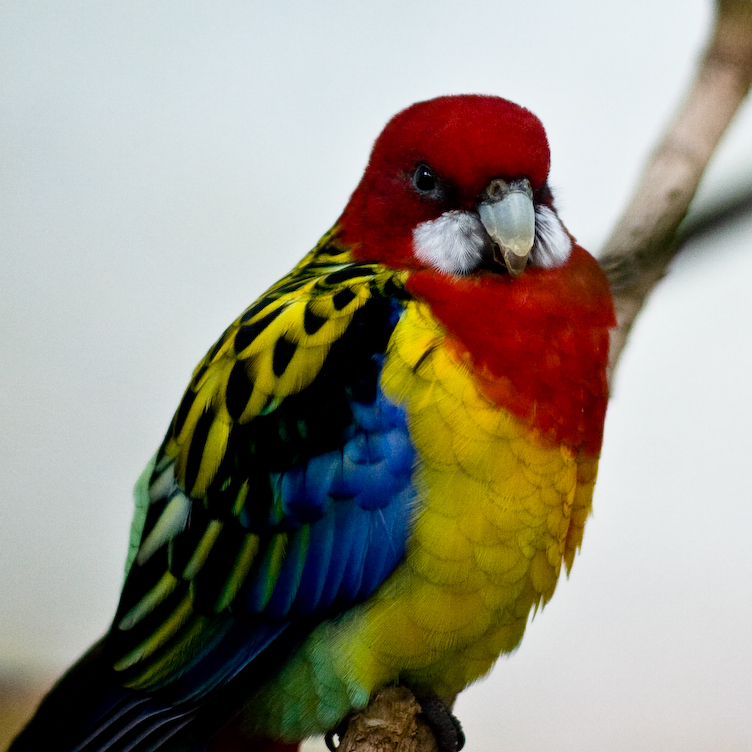
Es característico de los miembros de Playcercus los diseños escamados en la espalda, en el caso del macho de la subespecie P. e. elecica de plumas negras con bordes amarillos.

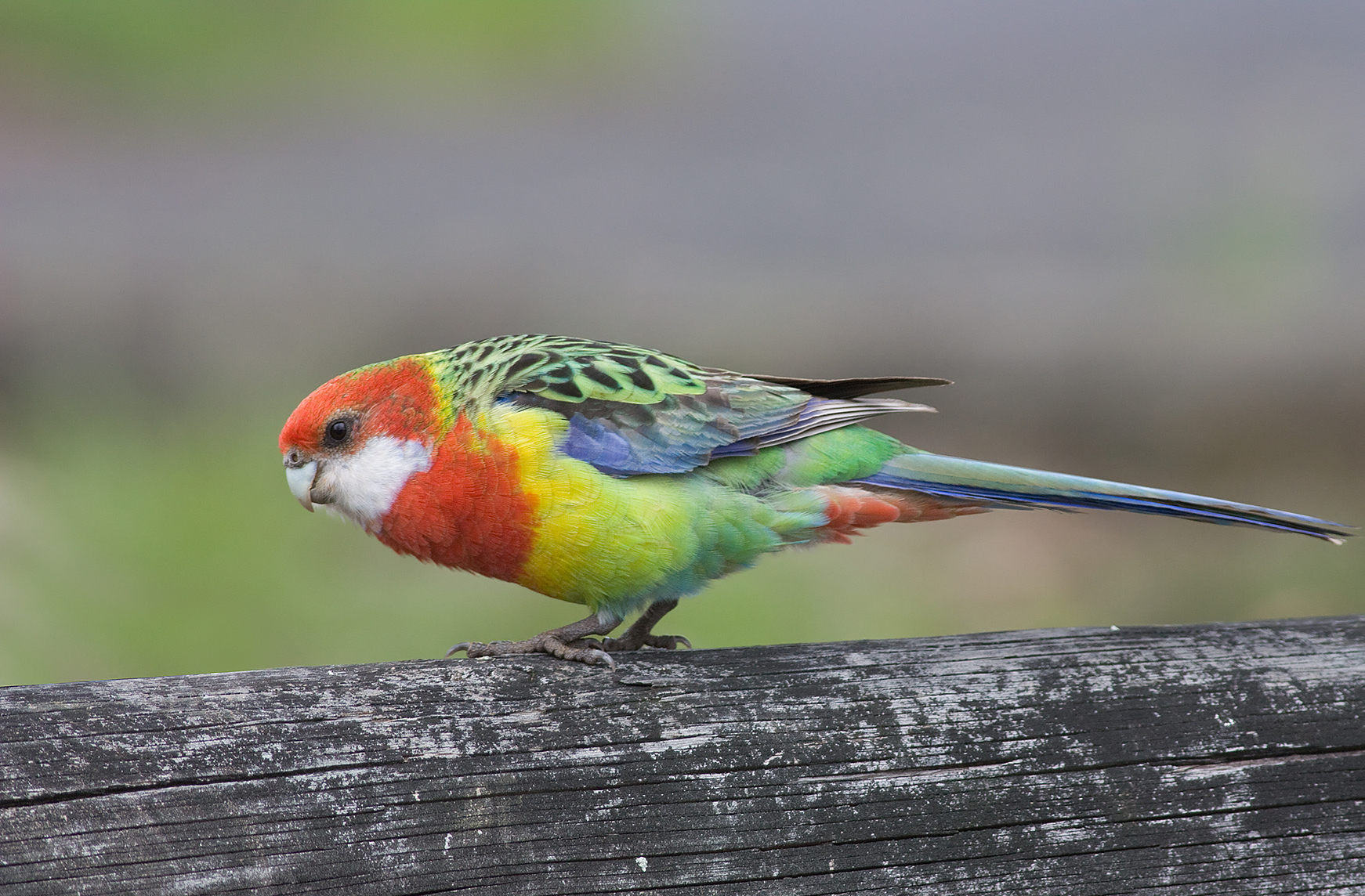
Juvenil de P. e. diemenensis.

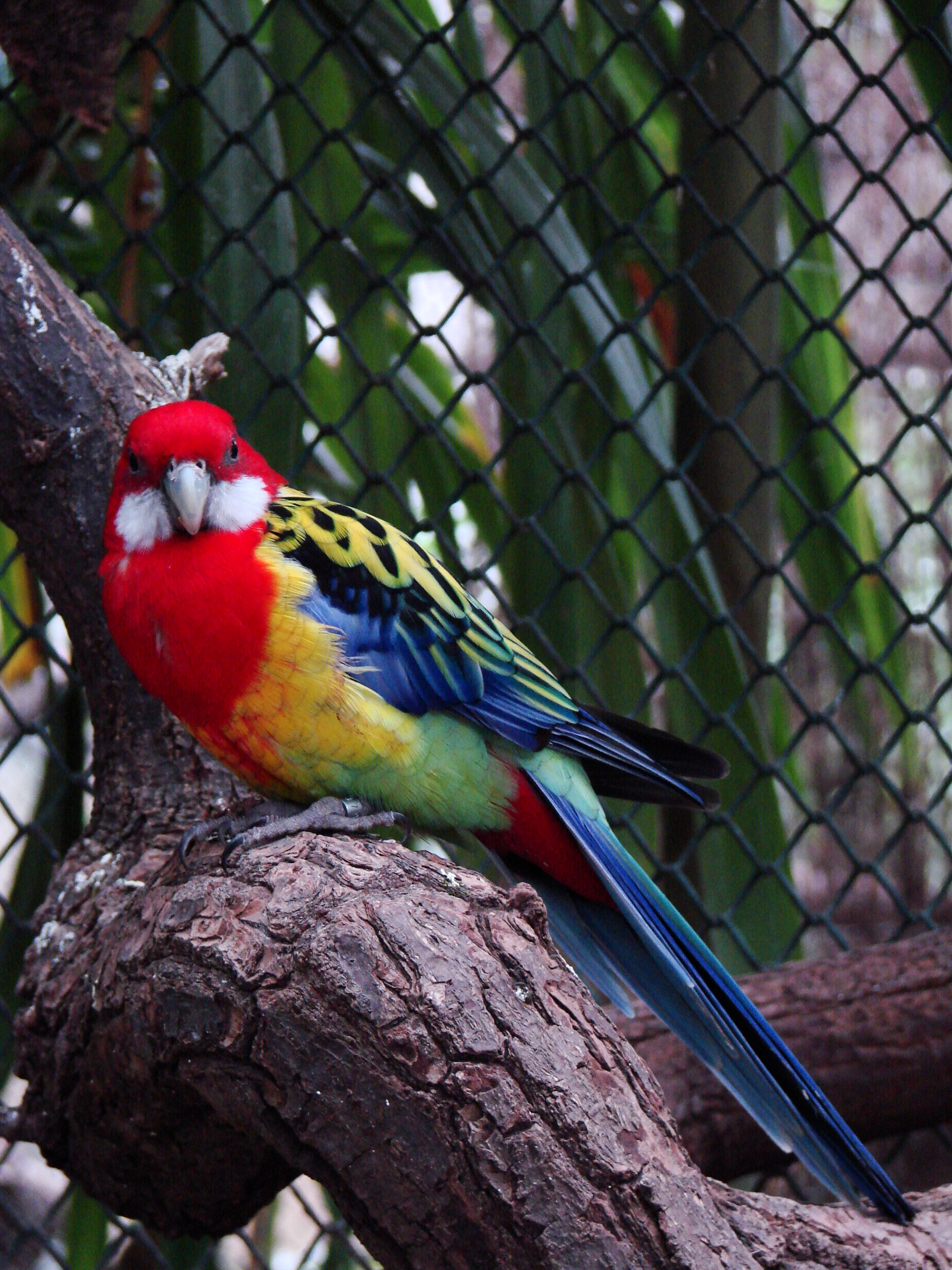
Ejemplar cautivo.

El perico multicolor mide alrededor de unos 30 cm de largo. Tiene la parte superior del pecho, el cuello y la cabeza rojos, salvo las mejillas y garganta que son blancos, además de la base inferior de la cola. Su pico es blanquecino y el iris de sus ojos castaño. La parte inferior del pecho es amarilla y se difumina hasta el verde claro del vientre. Las plumas de su espalda y hombros son negras con los bordes amarillos o amarillo verdosos, que le dan una apariencia escamada que varía ligeramente entre las distintas subespecies y los sexos. Los laterales de las alas y cola son azules, mientras que las plumas centrales de la cola son de color verde oscuro. Sus patas son grises. La hembra tiene un aspecto similar aunque de tonos algo más apagados y tiene una lista bajo las alas que no tienen los machos. Los juveniles son de tonos más apagados que las hembras y tienen la lista bajo las alas.

## Taxonomía
El perico multicolor fue descrito científicamente por George Shaw en 1792. Anteriormente fue considerado una subespecie del perico pálido (P. adscitus), que también tiene las mejillas blancas. Se han registrado híbridos entre ambos taxones en la zona de contacto entre sus áreas de distribución en el noreste de Nueva Gales del Sur y el sureste de Queensland.
Se reconocen tres subespecies de perico multicolor:
- P. e. eximius, se encuentra en Victoria y el sur de Nueva Gales del Sur. Las plumas de su espalda son negras con bordes verdes. Su obispillo es verde claro.[4]
- P. e. elecica, presente en el noreste de Nueva Gales del Sur y el sureste de Queensland. Las plumas de la espalda del macho tienen los bordes de color amarillo intenso y los de la hembra son amarillo verdosos. Su obispillo es verde azulado.[4]
- P. e. diemenensis, propia del este de Tasmania. Su mancha blanca de las mejillas es más grande el rojo de su cabeza es más oscuro.[4]

## Distribución y hábitat
El perico multicolor es nativo del sureste de Australia, incluida la isla de Tasmania. Su hábitat natural son los bosques abiertos, los campos ligeramente arbolados, las zonas de matorral, y también se encuentra en los parques y jardines de zonas suburbanas. 

## Comportamiento

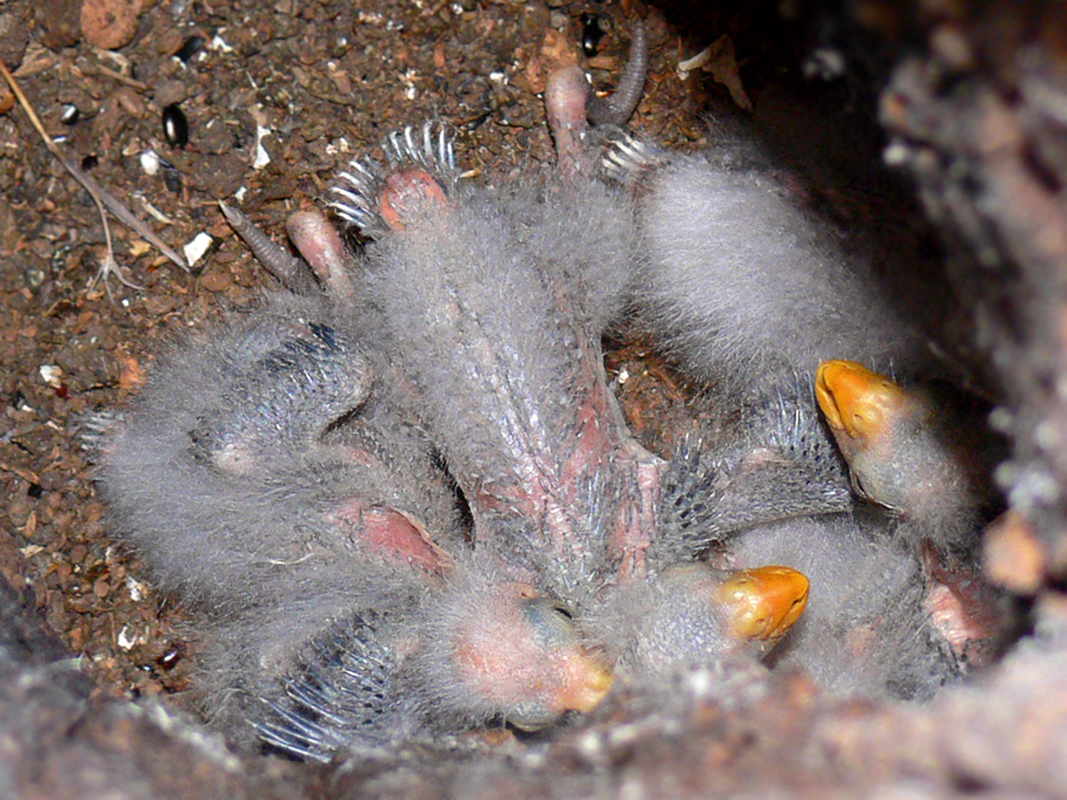
Nidada de perico multicolor.

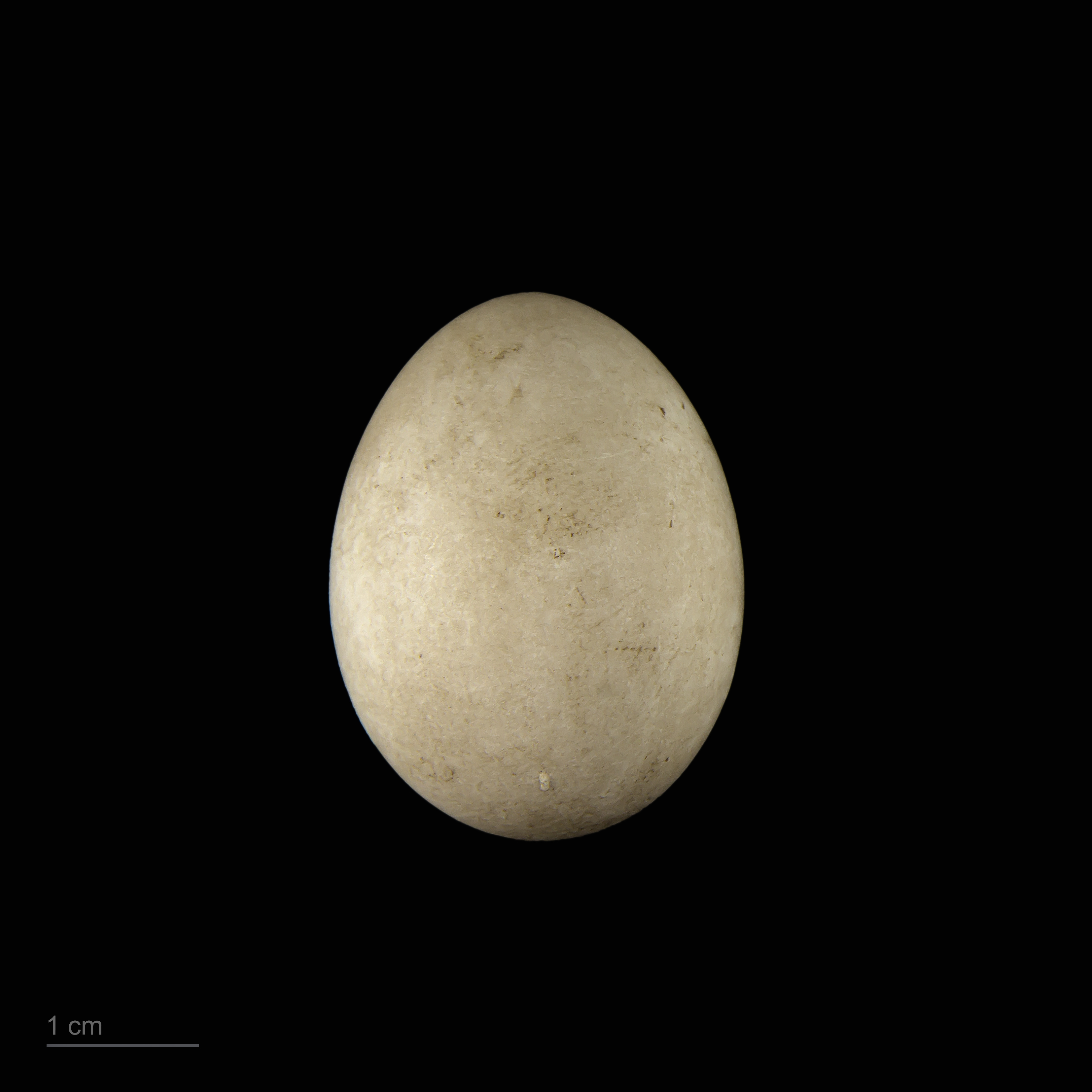
Platycercus eximius - MHNT

Se alimenta de semillas de herbáceas y frutos.
Su época de cría tiene lugar en la primavera y los comienzos de verano australes, entre agosto y enero. Suelen criar una sola nidada. Generalmente anidan en un hueco de un árbol, normalmente de alrededor de 1 m de profundidad, y a una altura de hasta 30 m del suelo. La puesta suele tener entre cinco y seis huevos (aunque se han registrado hasta nueve). Sus huevos son blancos, redondeados, ligeramente brillantes y miden 26 x 22 mm.

## Avicultura
Los pericos multicolores son mascotas codiciadas debido al hermoso colorido de su plumaje. Son aves inteligentes y que se pueden entrenar para silbar un gran repertorio de melodías, e incluso pueden aprender a pronunciar algunas palabras. Los rosellas pueden ser buenas aves de compañía pero requieren una gran cantidad de cuidados y atención, además de dispositivos y juguetes para mantenerlos estimulados mentalmente. Son aves silvestres que no siempre se adaptan a vivir como la mascota de una familia, e incluso los pericos criados a mano nunca están completamente domesticados. Generalmente no toleran las caricias ni los arrumacos y suelen reaccionar picando cuando se intenta manipularlos así. Muchos criadores creen que la mejor forma de mantener a este tipo de aves es en grandes aviarios donde puedan volar libremente, por parejas para poder cubrir sus necesidades sociales y con una interacción con humanos mínima. Aunque suelen mostrarse agresivos con otras especies de aves por lo no se debe tratar de integrarlos a aviarios mixtos.